# Аманда Рієтті
Аманда Рієтті (англ. Amanda Righetti, вимовляється Рігеті (англ.) або Ріґетті (італ.); нар. 4 квітня 1983, Сент-Джордж, Юта) — американська акторка та кінопродюсерка. Відома роллю агентки КБР Грейс Ван Пелт у серіалі «Менталіст», а також ролями у фільмі «П'ятниця 13-те» та серіалах «Чужа сім'я» і «Колонія».

## Біографія
Аманда Рієтті народилась у місті Сент-Джордж, що в штаті Юта, США. Дитинство провела в Лас-Вегасі, з 4 років захоплювалася танцями, з 14 — роботою моделі. У віці 18 років переїхала в Лос-Анджелес, щоб стати акторкою. Там Рієтті займалася продюсерською діяльністю, знімалася в рекламі та грала епізодичні ролі в телесеріалах. 2003 року отримала роль у пілотному епізоді телесеріалу «Немає місця кращого за дім», який так і не вийшов на екрани, але дозволив Рієтті потрапити у поле зору продюсерів телекомпанії «Fox». Рієтті отримала роль другого плану в популярному молодіжному телесеріалі «Чужа сім'я», у якому вона знімалася з 2003 року по 2005. Одною із провідних ролей акторки є роль агентки КБР у серіалі «Менталіст» (усі сезони). 2016 року з'явилася у науково-фантастичному телесеріалі «Колонія».

## Нагороди
2009 — найкраща акторка короткометражного фільму Нью-йоркського міжнародного фестивалю незалежного кіно та відео (New York International Independent Film and Video Festival, фільм «Matter» 2008 року).

## Особисте життя
29 квітня 2006 року одружилася з режисером та письменником Джорданом Алланом. 10 січня 2013 року у них народився син Нокс Еддісон. У 2017 році пара розлучилась.

## Фільмографія
| Рік  |    | Українська назва                   | Оригінальна назва                  | Роль                     |
| ---- | -- | ---------------------------------- | ---------------------------------- | ------------------------ |
| 1995 | ф  | Кохання і щастя                    | Love and Happiness                 | Сестра Чарлі             |
| 1996 | ф  | Наодинці з вбивцею                 | Kiss & Tell                        | Малявка                  |
| 2002 | ф  | Лезо ангела                        | Angel Blade                        | Саманта Гудман           |
| 2007 | ф  | Труба                              | Pipeline                           | Джоселін                 |
| 2007 | ф  | Повернення в будинок нічних примар | Return to House on Haunted Hill    | Аріель Вульф             |
| 2008 | ф  | Дорослі забави                     | Role Models                        | Ізабель                  |
| 2008 | кф | Справа                             | Matter                             | Незнайомка               |
| 2009 | ф  | П'ятниця 13-те (фільм, 2009)       | Friday the 13th                    | Вітні Міллер             |
| 2011 | ф  | Замок Меру                         | The Chateau Meroux                 | Дженніфер                |
| 2011 | ф  | Кішки танцюють на Юпітері          | Cats Dancing on Jupiter            | Жозефін Смарт            |
| 2011 | ф  | Перший месник                      | Captain America: The First Avenger | агент організації Щ.И.Т. |
| 2024 | ф  | Рейган                             | Reagan                             | Нель Вілсон Рейган       |

## Телебачення
| Рік       | Назва                             | Оригінальна назва                  | Роль                   | Примітки                               |
| --------- | --------------------------------- | ---------------------------------- | ---------------------- | -------------------------------------- |
| 1999      | «CSI: Місце злочину»              | CSI: Crime Scene Investigation     | Підліток               | Епізод: «You've Got Male»              |
| 2002      | «Кролик Грег»                     | Greg the Bunny                     | Деббі Фішман           | Епізод: «Surprise!»                    |
| 2003-05   | «Чужа сім'я»                      | The O.C.                           | Гейлі Ніколь           | 12 епізодів                            |
| 2004-05   | «Північний берег»                 | North Shore                        | Тесса Левіс            | Головна роль (20 епізодів)             |
| 2005      | «Ромі і Мішель. На початку шляху» | Romy and Michele: In the Beginning | Дружня дівчина         | Телефільм                              |
| 2005-06   | «Зустріч випускників»             | Reunion                            | Дженна Моретті         | Головна роль (13 епізодів)             |
| 2006      | «Антураж»                         | Entourage                          | Катріна                | Епізод: Aquamom                        |
| 2007      | «Поліція Нового Орлеана»          | K-Ville                            | А. Дж. Госсет          | 3 епізоди                              |
| 2008—2015 | «Менталіст»                       | The Mentalist                      | Грейс Ван Пелт         | Головна роль (132 епізоди 1—7 сезонів) |
| 2010      | «Вбивця у мережі»                 | Wandering Eye                      | Мерон Еббот            | телефільм                              |
| 2012      | «Тінь страху»                     | Shadow of Fear                     | Кейсі Купер            | телефільм                              |
| 2014      | «Пожежники Чикаго»                | Chicago Fire                       | д-р Голлі Вілен        | Епізод 2.20: «A Dark Day»              |
| 2014      | «Поліція Чикаго»                  | Chicago P.D.                       | д-р Голлі Вілен        | Епізод 1.12: «8:30 PM»                 |
| 2016—2017 | «Колонія»                         | Colony                             | Меделін «Медді» Кеннер | Головна роль                           |
| 2020      | Найкращі янголиці                 | L.A.'s Finest                      | Беверлі Гембл          | 3 епізоди                              |